# Fréquence Banane
Fréquence Banane est une radio universitaire lausannoise et genevoise. 
Fondée en 1993 par quelques étudiants de l'Université de Lausanne (UNIL) et de l'EPFL, ses émissions étaient à l'époque diffusées quelques heures par semaine sur les ondes de la défunte radio associative lausannoise Acidule. Après la dissolution de celle-ci, Fréquence Banane se base sur le campus de l'EPFL, et diffuse pour la première fois en 24/7 sur la bande FM le 7 octobre 1998. Une antenne genevoise a été lancée en automne 2009 sur le campus de l'UniGE.
La radio est diffusée 24h/24 sur Internet, sur son site Internet, ou sur TuneIn, par exemple. Dans la région lausannoise, il est possible de l'écouter sur le câble (94.55 MHz). Les podcasts des émissions sont ensuite rendus disponibles sur le site internet de la radio ainsi que sur Spotify et Apple Podcats. 
Depuis 2007, Fréquence Banane revient périodiquement sur la bande FM (92.4) durant 30 jours. Elle est au bénéfice d'une concession temporaire. Ce mois est un événement appelé le "mois FM". En 2012, la fréquence utilisée change pour 100.5 FM, puis pour 101.7 en 2019.

## Historique

### Partenariat avec Radio Acidule
À la suite d'un partenariat avec Radio Acidule, Fréquence Banane est diffusée dès le 1er novembre 1993 sur 102.8 FM. La station propose un quart d'heure d'émission chaque soir ainsi que 2 heures le vendredi,. En février 1994, Fréquence Banane organise une semaine de débats, diffusés en direct sur Radio Acidule entre 11h et 13h,. En 1995, Fréquence-Banane est diffusée le vendredi de 20h à minuit sur Radio Acidule,, puis le lundi dès septembre 1995. Fréquence-Banane cesse d'émettre début 1996, lorsque Nostalgie a acheté radio Acidule,.

### Diffusion sur les ondes FM
En 1998, Fréquence Banane se voit attribuer une concession de l'OFCOM et est diffusée en FM sur 92.4. La première émission en direct et régulière sur 92.4MHz est la matinale intitulée le 7-8, avec des informations sur la vie des hautes-écoles et de la musique. En 2005, le cadre juridique OFCOM pour les stations de faible puissance change et Fréquence Banane doit cesser d'émettre.

### Diffusion temporaire FM
La loi Suisse autorise les associations a émettre en FM un maximum de 30 jours par année dans le cadre de couvertures d'événements ou de formation. Dès lors, Fréquence Banane exploite cette possibilité et dès 2007 émet à nouveau en FM mais un seul mois par année. 
| Année | Période               | Fréquence                                | Zone                       | Événements                                                                 |
| ----- | --------------------- | ---------------------------------------- | -------------------------- | -------------------------------------------------------------------------- |
| 2007  | 12 mai au 10 juin     | 92.4 MHz                                 | Lausanne et région         |                                                                            |
| 2008  | 29 mars au 27 avril   | 92.4 MHz                                 | Lausanne et région         | Plusieurs émissions sont diffusées en direct depuis le Cully Jazz Festival |
| 2009  | 5 mars - 4 avril      | 92.4 MHz                                 | Lausanne et région         |                                                                            |
| 2010  | 18 mars - 15 avril    | 92.4 MHz                                 | Lausanne et région         | Polydance,, Tremplin Lôzanne Radioactive                                   |
| 2012  | 8 mars au 6 avril     | 94.1 MHz                                 | Lausanne et région         |                                                                            |
| 2014  | 14 mars au 12 avril   | Lausanne : 100.5 MHz, Genève : 101.7 MHz | Lausanne, Genève et région | Banane Comedy Festival                                                     |
| 2015  | 27 février au 27 mars | Lausanne : 100.5 MHz, Genève : 101.7 MHz | Lausanne, Genève et région |                                                                            |
| 2019  | 1 mars au 31 mars     | Lausanne : 101.7 FM, Genève : 90.4 FM    | Lausanne, Genève et région | Le grand Bananathon avec 48h de direct                                     |

### Passage à la radio numérique terrestre DAB+
En avril 2014, la première installation DAB+ locale en Suisse pour les petites radio démarre à Genève. Fréquence Banane est diffusée dès lors sur le bouquet aux côtés d'autres radios. La couverture de Lausanne démarre fin 2015. Elle se termine le 31 décembre 2019, pour des raisons financières.

## Membres
Fréquence Banane est une association à but non lucratif dont le comité est élu chaque année. Les étudiants restant pour une durée limitée à l'université, les membres et le comité sont constamment renouvelés. Beaucoup d'anciens membres ayant débuté étudiants à Fréquence Banane sont devenus des journalistes confirmés, dont Fathi Derder (RSR), Eva Grau (Tamedia), Nicolas Dufour (Le Temps), Pietro Bugnon (RTS).

### Articles
- C. Z., « Fréquence-Banane passe au régime supérieur », 24 heures,‎ 28 avril 1994, p. 24 (ISSN 1661-2256)
- J. Du., « Silence radio provisoire sur Fréquence Banane », 24 heures,‎ 19 avril 1996, p. 45 (ISSN 1661-2256)
- Pierre Léderrey, « Dès la rentrée, Fréquence-Banane retrouvera la pêche à Dorigny », 24 heures,‎ 7 août 1997, p. 24 (ISSN 1661-2256)
- P. L., « Radio-Banane a la pêche », 24 heures,‎ 14 octobre 1998, p. 37 (ISSN 1661-2256)
- Selsa Maadi, « Fréquence Banane mûrit », 24 heures,‎ 21 juin 2000, p. 38 (ISSN 1661-2256)